# Sam Bockarie
Samuel "Sam" Bockarie, amplamente conhecido como Mosquito (2 de outubro de 1964 - 5 de maio de 2003), foi um político e comandante do exército de Serra Leoa que serviu como líder da Frente Revolucionária Unida (RUF). Bockarie ficou famoso durante a Guerra Civil de Serra Leoa por suas táticas brutais, que incluíam amputação, mutilação e estupro. Ele ganhou o apelido de "Mosquito" por sua habilidade de atacar quando seus inimigos estavam desprevenidos, principalmente durante a noite. Durante seu treinamento na Líbia, fez amizade com o futuro presidente da Libéria Charles Taylor, com Blaise Compaore futuro presidente do Burkina Faso e com o futuro  comandante da Frente Revolucionária Unida, Foday Sankoh. Quando Sankoh foi preso de março de 1997 a abril de 1999, Bockarie serviu como comandante da Frente Revolucionária Unida em seu lugar.
Foi indiciado pelo Tribunal Especial para a Serra Leoa por numerosos crimes de guerra e crimes contra a humanidade.